# Aleksandrów (Łódź)
Aleksandrów è un comune rurale polacco del distretto di Piotrków, nel voivodato di Łódź.
Ricopre una superficie di 144,02 km² e nel 2004 contava 4 576 abitanti.